# Waikerie Airport
Waikerie Airport är en flygplats i Australien. Den ligger i regionen Loxton Waikerie och delstaten South Australia, omkring 150 kilometer nordost om delstatshuvudstaden Adelaide. Waikerie Airport ligger 45 meter över havet. Den ligger vid sjön Yarra Lagoon.
Trakten runt Waikerie Airport är nära nog obefolkad, med mindre än två invånare per kvadratkilometer.. Närmaste större samhälle är Waikerie, nära Waikerie Airport.
Omgivningarna runt Waikerie Airport är i huvudsak ett öppet busklandskap. Genomsnittlig årsnederbörd är 304 millimeter. Den regnigaste månaden är februari, med i genomsnitt 66 mm nederbörd, och den torraste är oktober, med 7 mm nederbörd.